# Bandera de Surinam
La bandera de Surinam fou adoptada oficialment el 25 de novembre de 1975. Consta de cinc franges horitzontals verda, blanca, vermella, blanca i verda amb una estrella groga al centre. Les franges guarden una proporció de 2:1:4:1:2 mentre que la bandera és de proporcions 2:3.
La bandera va ser dissenyada com a resultat d'una competició nacional. Jack Pinas, professor d'art i dissenyador gràfic, va ser el guanyador del concurs de disseny. Tanmateix, es van fer alguns canvis en el disseny de Pinas. Es va mostrar per primera vegada el Dia de la Independència de la República de Surinam. Hi ha un requisit legal perquè els vaixells aixequin la bandera de Surinam quan visiten un altre país per reduir la mala comunicació entre altres països.

## Simbolisme
El simbolisme dels colors és el següent:
- El verd representa la fertilitat i l'esperança;
- El blanc la pau i la justícia;
- El vermell l'amor i el progrés;
- Mentre que l'estrella representa la unitat dels diferents grups ètnics del país.
- Els partits polítics de Surinam també estan representats pels diferents colors que s'utilitzen a la bandera.[5]

## Construcció i dimensions

Plantilla per fabricar la bandera.

### Colors
Els codis de color publicats són:
| Model de color | Verd        | Blanc         | Vermell     | Groc         |
| -------------- | ----------- | ------------- | ----------- | ------------ |
| Pantone        | 356C        | Blanc         | 186C        | 2116C        |
| RGB            | 55, 126, 63 | 255, 255, 255 | 180, 10, 45 | 236, 200, 29 |
| NCS            | 3060 G 10 Y | Blanc         | 1080 Y 90 R | 0580 Y 10 R  |
| HTML           | 377E3F      | FFFFFF        | B40A2D      | ECC81D       |

## Banderes històriques

Bandera fins al 1959.
Proposta per a la Colònia de Surinam.
Bandera nacional (1959–1975)

## Referenciés
1. 1 2 3  «KennisbankSur Vlag Suriname» (en neerlandès). Arxivat de l'original el 29 d’agost 2021. [Consulta: 1r novembre 2020].
2. ↑  Meel, Peter «Towards a typology of Suriname nationalism». New West Indian Guide / Nieuwe West-Indische Gids, vol. 72, (3-4), 01-01-1998, pàg. 257–281. DOI: 10.1163/13822373-90002593.
3. ↑   «Oorspronkelijke ontwerper Surinaamse vlag overleden» (en neerlandès). Waterkant, 17-09-2016 [Consulta: 20 abril 2023].
4. ↑  Bouterse, Desire. D. «Bulletin of Acts and Decrees the Republic of Suriname», 2017. [Consulta: 7 octubre 2020].
5. ↑  Hoefte, Rosemarijn. Suriname in the Long Twentieth Century.  Pallgrave Macmillan, 2014. ISBN 978-1-349-47183-6 [Consulta: 20 abril 2023].